# Jan Vercruysse
Jan Vercruysse  (Oostende, 3 oktober 1948 – Brugge, 27 februari 2018) was een Belgisch conceptueel beeldend kunstenaar.

## Toelichting
Vercruysse was in de jaren 80 en 90 een belangrijk figuur in de Belgische en internationale kunstscene. 
Hij verwierf toen internationale erkenning met de reeks 'Tombeaux'. In 1993 maakte hij installaties voor België op de Biënnale van Venetië en kwam voor in de tentoonstelling Het sublieme gemis in het KMSK te Antwerpen. Hij maakte ophef door zijn weigering om deel te nemen aan Documenta IX en zijn beschuldiging om conservator Jan Hoet te verdenken van spektakelzucht. Hij stelde de negatieve energie die van kunst een kunstgebeuren maakt aan de kaak.
Vercruysses werk bevindt zich in belangrijke Belgische en internationale musea.

## Tentoonstellingen
- Museum M, Leuven, België (2009)
- Werken 1975-2009, Museum M, Leuven, België (2009)
- Salto Prolungato, Museum Dhondt-Dhaenens, Deurle, België (2001)
- Portretten van de Kunstenaar – Portraits de l’Artiste, Palais des Beaux-Arts, Brussels, België (1999)
- Portretten van de Kunstenaar – Portraits of the Artist, Van Abbemuseum, Eindhoven, Nederland (1998)
- The Villas, Haus Lange – Haus Esters, Krefelder Museen, Krefeld, Duitsland (1995)
- The Power Plant, Toronto, ON, Canada (1993)
- Padiglione di Belgio, Biënnale van Venetië, Venetië, Italië (1993)
- Tombeaux, Museo d’Arte Contemporanea, Castello di Rivoli, Rivoli, Italië (1992)
- Van Abbemuseum, Eindhoven, Nederland (1992)
- Kunsthalle Bern, Bern, Zwitserland (1989)
- Paleis voor Schone Kunsten, Brussel, België (1988)
- ARC, Musée de l’art moderne de la ville de Paris, Parijs, Frankrijk (1986)

## Onderscheidingen
- 2001 Vlaamse Cultuurprijs voor Beeldende Kunst